# Sandtigerhai
Der Sandtigerhai (Carcharias taurus), einfach Sandtiger, Grauer Sandhai oder Schnauzenhai genannt, ist ein in tropischen, subtropischen und warm-gemäßigten Meeren vorkommender Hai. Die Weltnaturschutzorganisation IUCN stuft die Art, die innerhalb der Ordnung der Makrelenhaiartigen zur Familie der Sandhaie (Odontaspididae) gehört, als „vom Aussterben bedroht“ ein.

## Aussehen
Bei den Sandtigerhaien erreichen die Weibchen maximal eine Länge von 3,3 Metern, während Männchen höchstens 2,8 Meter lang werden. Sie wiegen über 100 kg. Die meisten Tiere sind 2 m lang oder etwas länger und weisen einen stromlinienförmigen, langgestreckten Körperbau auf, wobei sich die Geschlechter äußerlich kaum voneinander unterscheiden. Durch die hellbraune oder bronzefarbene Oberseitenfarbe und das Muster sind die Haie perfekt an den Meeressandboden angepasst.
Charakteristisch sind die gelben bis dunkelroten Flecken auf dem langgestreckten, kräftigen, gelblichen Körper, die mit zunehmendem Alter blasser werden. Die Bauchseite ist weiß. Die beiden Rückenflossen, von denen die vordere verhältnismäßig weit nach hinten versetzt ist und hinter dem freien Ende der Brustflossen beginnt, sind gleich groß. Die Schwanzflosse ist verlängert und hat einen deutlich erkennbaren Endlappen.
Sandtigerhaie haben fünf Kiemenspalten sowie eine zugespitzte, abgeflachte Schnauze. Die Augen sind im Verhältnis zum Körper eher klein und haben keine schützende Nickhaut. Die langen spitzen Zähne sind stark nach vorne gerichtet.

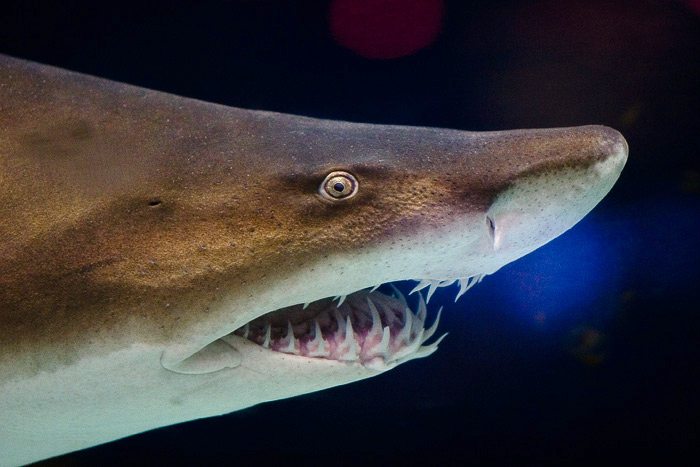
Kopfansicht mit Schnauze, Maul und Auge
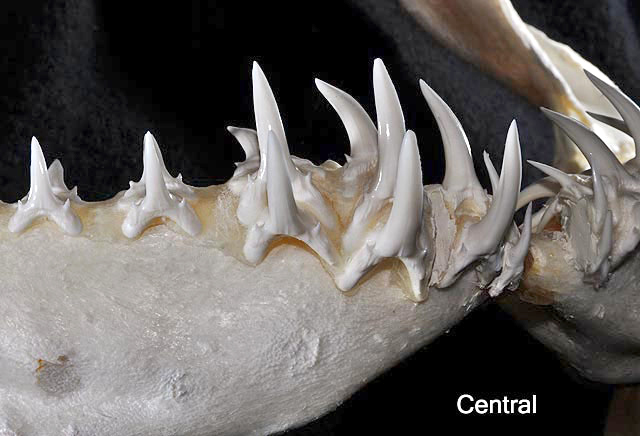
Zähne an der Symphyse des Unterkiefers
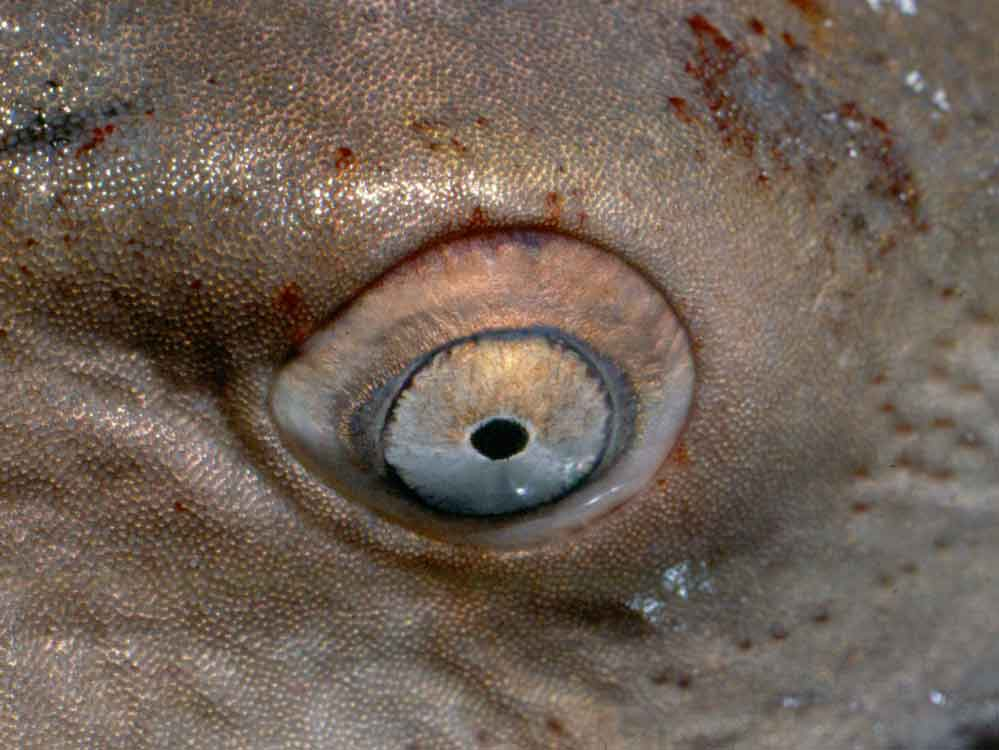
Detailaufnahme des Auges
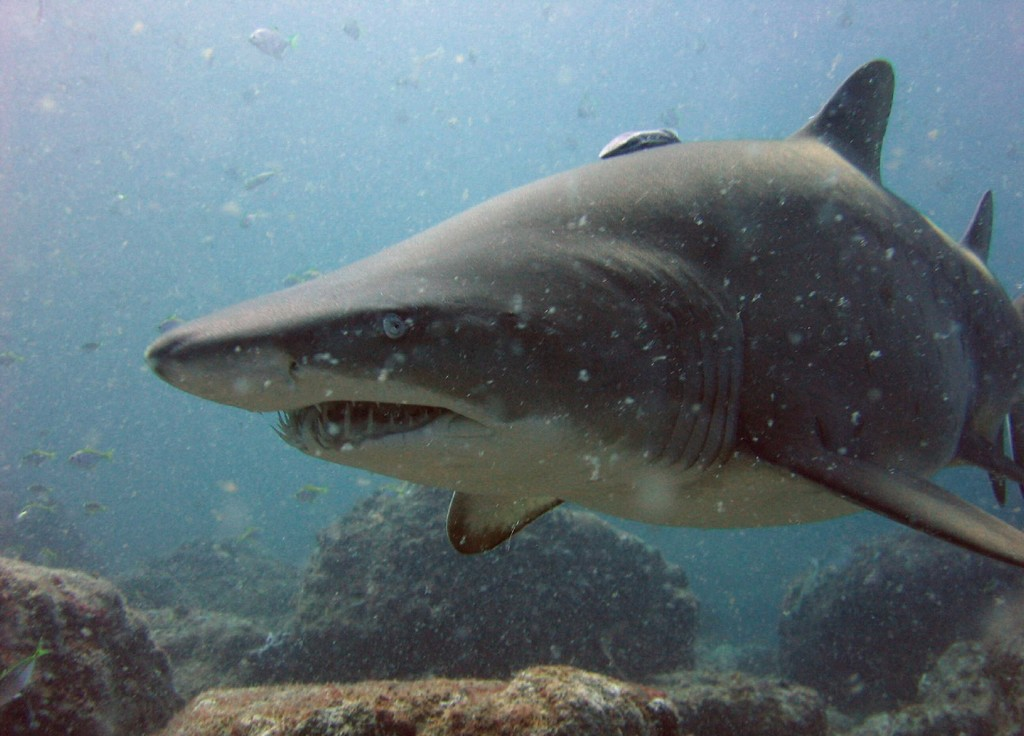
Seitenansicht
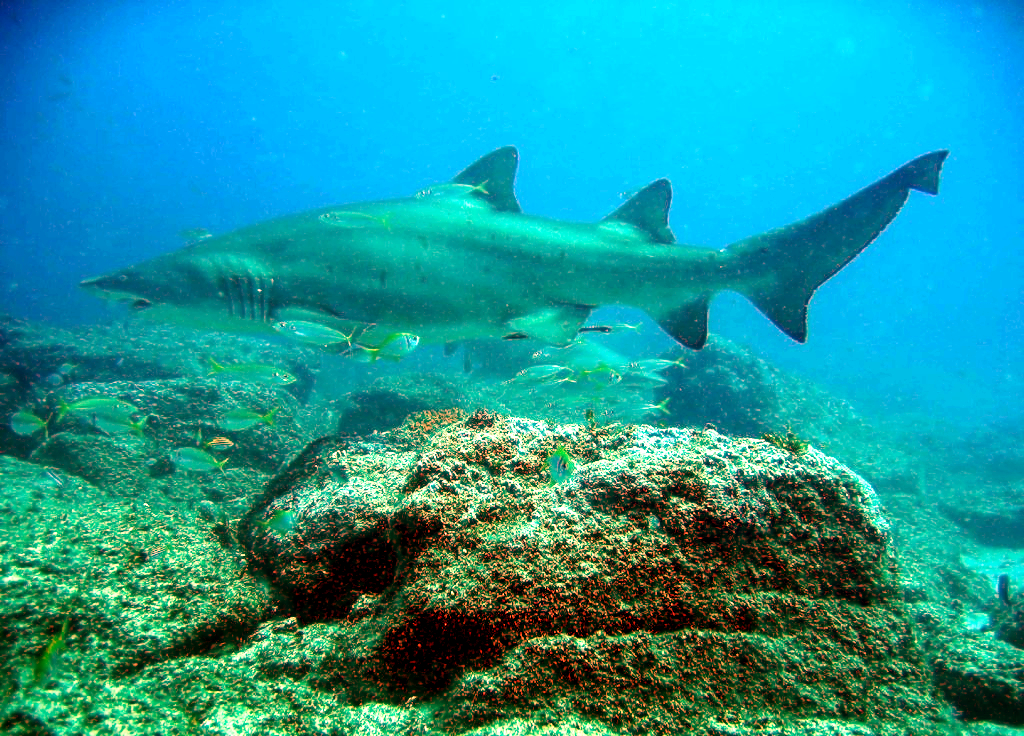
Charakteristischer Endlappen der Schwanzflosse

## Lebensweise

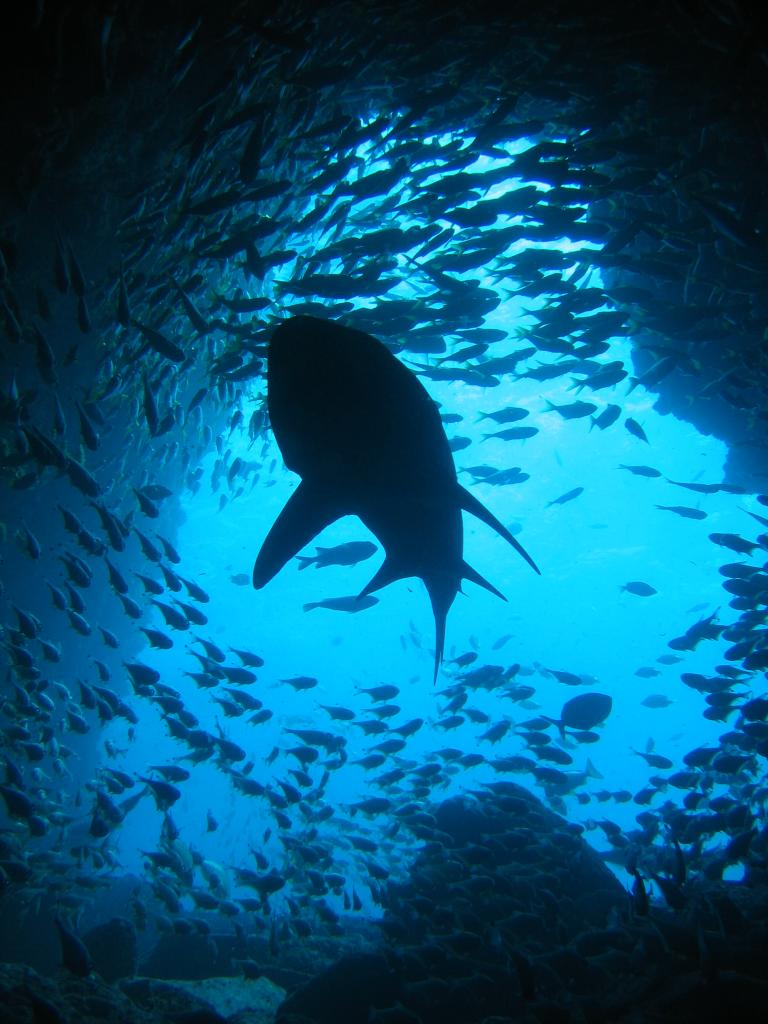
Silhouette des Sandtigerhais

Sandtigerhaie halten sich bevorzugt einzeln in flachen Wasserschichten in Küstennähe oder bei Korallen- und Felsriffen in küstenferneren Gebieten auf und ernähren sich dort hauptsächlich von Fischen und Meerestieren. Gelegentlich trifft man größere Gruppen an, die während der saisonalen Wanderungen der Bestände, während der Fortpflanzungszeit oder auch zur Jagd zusammenkommen. Wegen der fehlenden Schwimmblase sind sie ständig in einer gemächlichen Schwimmweise in Bewegung, um ein Absinken in tiefere Wasserschichten zu vermeiden. Sie haben jedoch als einzige Haiart die Fähigkeit, abgeschluckte Luft in ihren Mägen zu speichern, sodass der Magen als eine Art Schwimmblase fungiert. Das ermöglicht es ihnen, reglos im Wasser zu schweben. Am Tage halten sie sich oft in Höhlen auf, in denen sie schwebend schlafen. Beim Schwimmen haben die Sandtigerhaie stets das Maul leicht geöffnet, sodass die scharfen, langen Zähne sichtbar sind. Das gibt ihnen ein gefährliches Erscheinungsbild. Sie sind jedoch nicht aggressiv.

## Ernährung
Nachts begeben sich die Sandtigerhaie auf die Jagd. Sie erbeuten überwiegend mittelgroße Fische wie Makrelen, Seehechte, Heringe, Blaufische oder Lippfische. Neben diesen mittelgroßen Knochenfischen stehen auch kleinere Haie, Rochen, große Tintenfische und Krebstiere wie größere Krabben und Langusten sowie Kopffüßer auf dem Speiseplan. Bei Tageslicht sind sie nur gelegentlich bei der Nahrungsaufnahme zu sehen. Manchmal gehen Sandtigerhaie in kleinen Gruppen auf die Jagd. Zuerst wird ein großer Schwarm von Beutefischen umzingelt, dann fallen die Sandtigerhaie gemeinsam über ihre Beute her.

## Fortpflanzung
Weibliche Sandtigerhaie erreichen bei einer Länge von etwa zwei Meter die Geschlechtsreife. Wie bei den meisten Haien beißen die Männchen während der Balz und der Paarung das Weibchen. Die weiblichen Haie schützen sich durch eine wesentlich dickere Haut. Bei den Bissen verlieren die Sandtigerhaimännchen einige Zähne, die auf den Meeresgrund fallen. Anhand von in dem entsprechenden Gebiet gefundenen Sandtigerhaizähnen kann später nachgewiesen werden, dass es sich um einen Paarungsplatz gehandelt hat.
In den paarigen Eierstöcken bilden sich bis zu 25 Eizellen, die in den dazugehörigen Eileitern befruchtet werden. Die Keimlinge schlüpfen in einem frühen Entwicklungsstadium.
Die einjährige Trächtigkeit beginnt mitunter mit sechs bis sieben Embryos pro Eierstock. Die Embryos haben jeweils einen großen Dottersack auf der Bauchseite und sind etwa 18 Zentimetern lang, wenn er aufgezehrt ist. Es wird jedoch in der Regel nur ein Hai pro Gebärmuttersack geboren, da die kräftigsten Nachkommen, sobald sie eine Länge von ca. 10 cm erreichen, Adelphophagie (eine Art von pränatalem Kannibalismus) betreiben, bei dem die Jungen schwächere Ungeborene mit ihren scharfen Zähnen bereits im Mutterleib fressen.
Da sie auch Oophagie betreiben, also unbefruchtete Eier fressen, erzeugt das Muttertier ergänzend weitere unbefruchtete Eier für ihre Jungen. Durch die proteinreiche Kost werden die Jungtiere mit einer Länge von bis zu einem Meter und einem Geburtsgewicht von etwa 20 Kilogramm geboren, was ihre eigene Überlebenswahrscheinlichkeit gegenüber Fressfeinden deutlich erhöht.

## Verbreitung

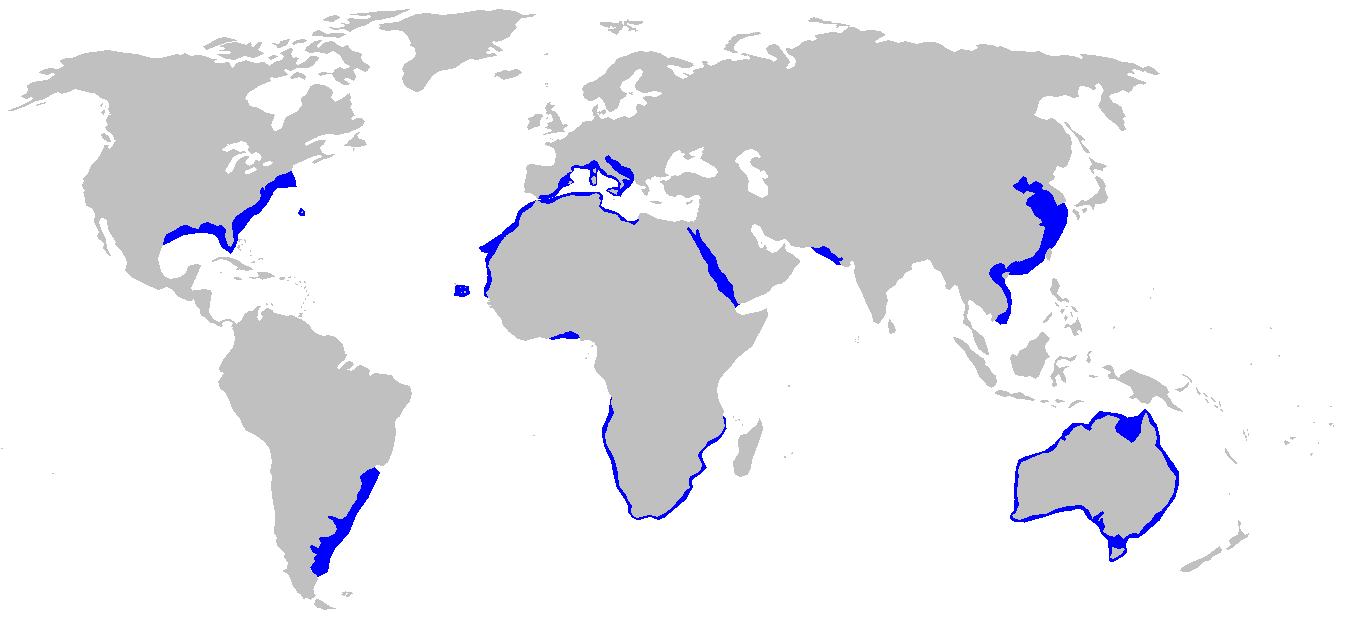
Verbreitungskarte

Das Verbreitungsgebiet der Sandtigerhaie ist weit gesteckt. Sie sind in den gemäßigten wie auch in den subtropischen und tropischen Zonen anzutreffen. Vorkommen gibt es im westlichen Atlantik vom Golf von Maine über die Karibik und den Golf von Mexiko bis nach Brasilien und Patagonien im Süden von Argentinien. Im Ostatlantik sind sie vor den Küsten Marokkos, im Mittelmeer, vor den Kanarischen Inseln bis zum Golf von Guinea verbreitet. Weitere Vorkommen gibt es vor der Ostküste von Südafrika im Indischen Ozean und im Roten Meer. Auch vor Australien, Korea und Japan gibt es Sandtigerhaie.

## Bedrohung

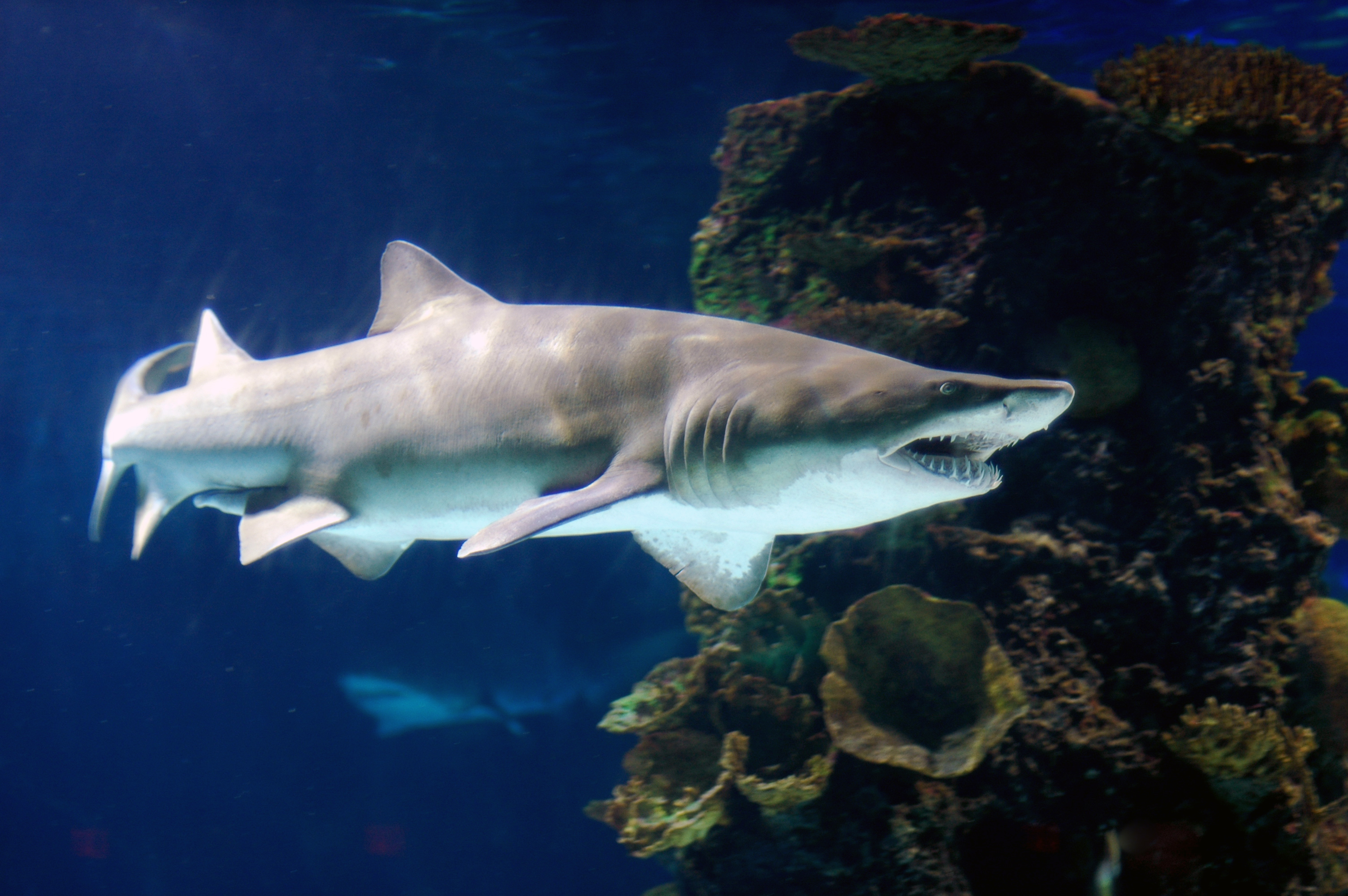
Sandtigerhai im Newport Aquarium

Sandtigerhaie sind enorm in ihren Beständen bedroht und ihre Population nimmt beständig ab. Wegen der Verwechslungsgefahr mit dem entfernt ähnlich aussehenden Tigerhai (Galeocerdo cuvieri) aus der Familie der Requiemhaie (Carcharhinidae) wird er für Angriffe auf Badende und Taucher verantwortlich gemacht, die nicht nachgewiesen wurden. Der Tigerhai dringt wie die Sandtigerhaie häufig in Küstengewässer vor und schnappt nach allem, was sich bewegt, gelegentlich auch nach Menschen. Es folgte daraus eine starke Bejagung der Sandtigerhaie, die 1974 dazu führte, dass sie in bestimmten Verbreitungsgebieten gesetzlich geschützt wurden, so vor Queensland und New South Wales in Australien in dem Meeresschutzgebiet Cod Grounds Commonwealth Marine Reserve und auch in den Hoheitsgewässern der Vereinigten Staaten. Von der IUCN wurden sie bis Ende 2020 als gefährdet eingestuft und haben mittlerweile den Status vom Aussterben bedroht, was bedeutet, dass ein extrem hohes Risiko besteht, dass sie in der Natur in unmittelbarer Zukunft aussterben.

### Umweltfaktoren
Der Klimawandel und die damit einhergehenden häufiger auftretenden Extremwetterereignisse führen zu Lebensraumverlusten und sind einer der wesentlichsten Gefährdungsfaktoren.

### Gefährdung durch den Menschen
Überfischung (im Sinne einer Übernutzung biologischer Ressourcen) gefährdet mittlerweile über 37.000 Arten, zu ihnen zählt auch der Sandtigerhai.
Unkontrollierte Bautätigkeit und Zersiedelung bedrohen gut 19.000 Arten, wobei auch der Lebensraum des Sandtigerhais dadurch stark schrumpft. Einerseits nimmt die Umweltverschmutzung zu, aber auch das Errichten von immer mehr Aquakulturen in weniger stark verunreinigten Gebieten lässt den Lebensraum der Haie weiter schrumpfen.
In Japan ist das Fleisch der Sandtigerhaie begehrt. Die Sandtigerhaie werden meistens mit beköderten Langleinen gefangen. Die Flossen werden für die Haiflossensuppe verwendet und der Lebertran als Öl. Durch Beifang in Schleppnetzen, die für den Fang von Knochenfischen verwendet werden, besteht eine weitere Bedrohung. Weitere große Dezimierungen der Bestände werden durch Sportfischer, die Sandtigerhaie mit Harpunen und Explosivgeschossen (power heads) erlegen, vorangetrieben. Vor den Küsten von Australien kam es zwischen 1950 und 1990 zu einer Verminderung des Bestands um bis zu 95 Prozent. In anderen Bereichen wie vor Florida ist die Art fast gänzlich verschwunden. In mehreren Verbreitungsgebieten wird mittlerweile ein Aussterben befürchtet.

## Systematik
Die wissenschaftlichen Bezeichnungen von Art und Gattung wurden 1810 durch den US-amerikanischen Universalgelehrten Constantine S. Rafinesque-Schmaltz eingeführt. Als Terra typica wurde Sizilien angegeben. Eugomphodus (Gill, 1861) ist ein Synonym der Gattung Carcharias, Carcharias griseus (Ayres, 1843) eine Synonymbeschreibung der Art.

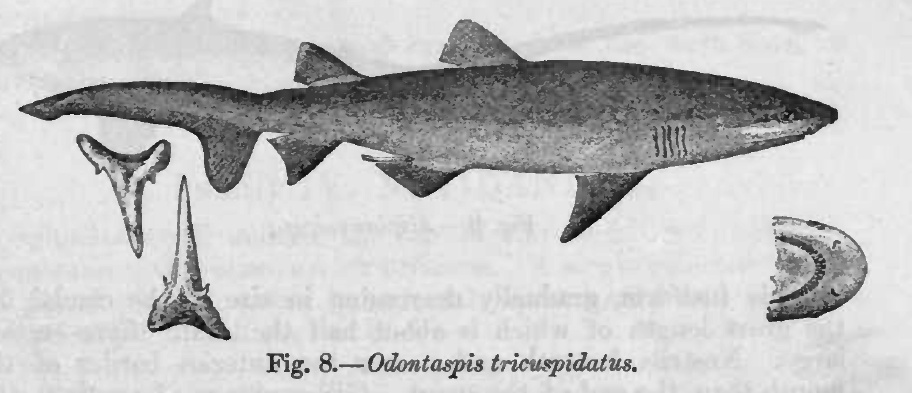
Indischer Sandtigerhai (Carcharias tricuspidatus), Zeichnung aus Fauna of British India von 1889

Im Jahr 1878 wurde als weitere Art der Gattung von Francis Day der Indische Sandtigerhai (Carcharias tricuspidatus) anhand einer inzwischen verloren gegangenen Haut beschrieben. Er sollte im nördlichen Indischen Ozean, an den Küsten Indiens und Pakistans, eventuell auch bei Indonesien, Vietnam, Australien, den Philippinen und an der Küste des nördlichen China vorkommen. Als Unterschiede zum Sandtigerhai wurden eine rundere Schnauze und das Fehlen von Lippenfurchen genannt. Er sollte 3,7 Meter, nach nicht glaubwürdigen Angaben des Erstbeschreibers sogar 6,1 Meter lang werden. Während dieser Hai von Compagno 1984 noch als eigenständige Art behandelt wurde und auch in darauf aufbauenden Darstellungen wie etwa der fishbase mit dem Hinweis, dass es sich möglicherweise um ein Synonym von Carcharias taurus handelt, aufgenommen wurde, taucht er in der 2004 erschienenen Version der Sharks of the World von Compagno et al. nicht mehr auf. Damit ist die Gattung Carcharias wahrscheinlich monotypisch.
Der Sandtigerhai gehört zur Ordnung der Makrelenhaiartigen (Lamniformes) und wurde dort in die Familie der Sandhaie (Odontaspididae) gestellt, zu der auch die namensgebende Haigattung Odontaspis gehört. Wie verschiedene Arbeiten zur Makrelenhaisystematik bzw. Knorpelfischsystematik ergaben, ist der Sandtigerhai mit Odontaspis jedoch nicht besonders nah verwandt. Die nächsten Verwandten des Sandtigerhais sind die Makrelenhaie (Lamnidae), zu denen auch der bekannte Weiße Hai (Carcharodon carcharias) gehört, und der Riesenhai (Cetorhinidae), während Odontaspis gemeinsam mit den Fuchshaien (Alopiidae), dem Riesenmaulhai (Megachasmidae) und dem Krokodilshai (Pseudocarchariidae) eine Klade innerhalb der Makrelenhaiartigen bildet.
Um wieder zu monophyletischen Familien zu kommen, wurde deshalb im November 2019 die Familie Carchariidae revalidiert, die im Jahr 1838 durch die deutschen Anatomen und Zoologen Johannes Müller und Jakob Henle als Carchariae eingeführt wurde. Der Sandtigerhai ist die einzige Art der Carchariidae, während nur die Gattung Odontaspis bei den Odontaspididae verbleibt.

## Belege
1. 1 2 3  Sand Tiger Shark. IUNC, abgerufen am 13. September 2021.
2. ↑  Sandtigerhai (Carcharias taurus). Fischlexikon, abgerufen am 13. September 2021.
3. ↑  D. Chapman, S. Wintner, D. Abercrombie et al. (2013): The behavioural and genetic mating system of the sand tiger shark, Carcharias taurus, an intrauterine cannibal. Biology Letters 23. Jun 2013; 9(3): 20130003. doi:10.1098/rsbl.2013.0003
4. ↑  5 tierische Kannibalen. National Geographic, abgerufen am 13. September 2021.
5. ↑  Climate Change and severe Weather. IUCN, abgerufen am 13. September 2021.
6. ↑  Biological Resource Use. IUCN, abgerufen am 13. September 2021.
7. ↑  Residential and commercial Development. IUCN, abgerufen am 13. September 2021.
8. ↑  Constantine S. Rafinesque-Schmaltz: Caratteri di Alcuni Nuovi Generi e Nuove Specie di Animali e Piante della Sicilia. Palermo (1810)
9. ↑  Carcharias taurus im Catalog of Fishes (englisch)
10. ↑  Carcharias im Catalog of Fishes (englisch)
11. 1 2  Leonard J.V. Compagno: Sharks of the world  An annotated and illustrated catalogue of shark species known to date Part 1 - Hexanchiformes to Lamniformes. FAO SPECIES CATALOGUE Vollständiges PDF Carcharias tricuspidatus (Memento des Originals vom 16. Dezember 2016 im Internet Archive)  Info: Der Archivlink wurde automatisch eingesetzt und noch nicht geprüft. Bitte prüfe Original- und Archivlink gemäß Anleitung und entferne dann diesen Hinweis.
12. ↑  Sandtigerhai auf Fishbase.org (englisch)
13. ↑  Deborah L. Bowden, Carolina Vargas-Caro, Jennifer R. Ovenden, Michael B. Bennett & Carlos Bustamante: The phylogenomic position of the grey nurse shark Carcharias taurus Rafinesque, 1810 (Lamniformes, Odontaspididae) inferred from the mitochondrial genome. Mitogenome Announcement, 2015, doi: 10.3109/19401736.2015.1089486
14. ↑  Gavin J. P. Naylor, Janine N. Caira, Kirsten Jensen, Kerri A. M. Rosana, Nicolas Straube, Clemens Lakner: Elasmobranch Phylogeny: A Mitochondrial Estimate Based on 595 Species. Seite 38 in Jeffrey C. Carrier, John A. Musick, Michael R. Heithaus: Biology of Sharks and Their Relatives (Marine Biology). Verlag: Crc Pr Inc, 2012, ISBN 1-4398-3924-7. (Digitalisat)
15. ↑  Kenshu Shimada: Phylogeny of lamniform sharks (Chondrichthyes: Elasmobranchii) and the contribution of dental characters to lamniform systematics. Paleontological Research, 9(1):55-72 (2005). doi: 10.2517/prpsj.9.55
16. ↑  Nicholas R. Stone und Kenshu Shimada: Skeletal Anatomy of the Bigeye Sand Tiger Shark, Odontaspis noronhai (Lamniformes: Odontaspididae), and Its Implications for Lamniform Phylogeny, Taxonomy, and Conservation Biology. Copeia 107(4), 632-652, (2019). doi: 10.1643/CG-18-160